# Mistrzostwa Europy w Lekkoatletyce 1966 – bieg na 800 m kobiet

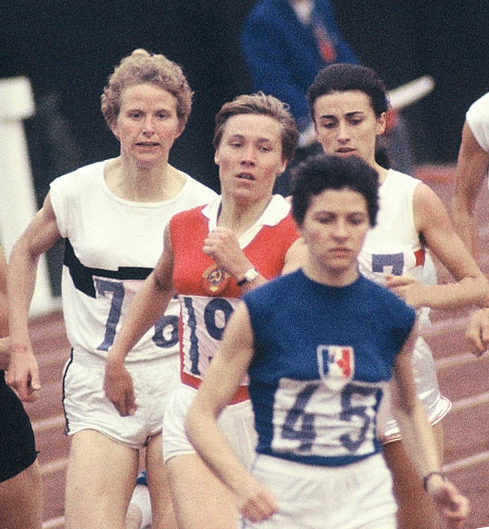
Antje Gleichfeld (pierwsza z lewej) i Zsuzsa Szabó (pierwsza z prawej)

Bieg na dystansie 800 metrów kobiet był jedną z konkurencji rozgrywanych podczas VIII Mistrzostw Europy w Budapeszcie. Biegi eliminacyjne zostały rozegrane 2 września, biegi półfinałowe 3 września, a bieg finałowy 4 września 1966 roku. Zwyciężczynią tej konkurencji została reprezentantka Jugosławii Vera Nikolić. W rywalizacji wzięło udział dwadzieścia dziewięć zawodniczek z szesnastu reprezentacji.

## Rekordy
| Rekord świata     | Ann Packer (GBR)  | 2:01,1 | Tokio, Japonia      | 20.10.1964 |
| Rekord Europy     | Ann Packer (GBR)  | 2:01,1 | Tokio, Japonia      | 20.10.1964 |
| Rekord mistrzostw | Gerda Kraan (NED) | 2:02,8 | Belgrad, Jugosławia | 16.09.1962 |

## Wyniki

### Eliminacje
Bieg 1
| Miejsce | Zawodniczka       | Czas   | Uwagi |
| ------- | ----------------- | ------ | ----- |
| 1       | Vera Nikolić      | 2:08,5 | Q     |
| 2       | Waltraud Pöhlitz  | 2:08,9 | Q     |
| 3       | Anita Wörner      | 2:09,0 | Q     |
| 4       | Pat Lowe          | 2:09,4 | Q     |
| 5       | Zofia Kaliszczuk  | 2:10,3 |       |
| 6       | Britt Ramstad     | 2:10,4 | NR    |
| 7       | Florentina Stancu | 2:11,9 |       |

Bieg 2
| Miejsce | Zawodniczka       | Czas   | Uwagi |
| ------- | ----------------- | ------ | ----- |
| 1       | Ilja Laman        | 2:08,8 | Q     |
| 2       | Ileana Silai      | 2;08,8 | Q     |
| 3       | Karin Kessler     | 2:09,2 | Q     |
| 4       | Tamara Babinczewa | 2:09,5 | Q     |
| 5       | Teresa Jędrak     | 2:09,9 |       |
| 6       | Jette Andersen    | 2:10,0 |       |
| 7       | Katalin Nagy      | 2:10,8 |       |

Bieg 3
| Miejsce | Zawodniczka         | Czas   | Uwagi |
| ------- | ------------------- | ------ | ----- |
| 1       | Antje Gleichfeld    | 2:05,5 | Q     |
| 2       | Ałła Kriwoszczokowa | 2:05,6 | Q     |
| 3       | Sára Szenteleki     | 2:05,6 | Q     |
| 4       | Regine Kleinau      | 2:05,8 | Q     |
| 5       | Danuta Sobieska     | 2:06,1 |       |
| 6       | Marie Ingrová       | 2:07,5 |       |
| 7       | Elisabeta Baciu     | 2:09,2 |       |

Bieg 4
| Miejsce | Zawodniczka       | Czas   | Uwagi |
| ------- | ----------------- | ------ | ----- |
| 1       | Zsuzsa Szabó      | 2:06,9 | Q     |
| 2       | Pam Piercy        | 2:07,2 | Q     |
| 3       | Wiera Muchanowa   | 2:07,3 | Q     |
| 4       | Paola Pigni       | 2:07,5 | Q     |
| 5       | Dobroslava Žáková | 2:09,5 |       |
| 6       | Francine Peyskens | 2:12,8 | NR    |
| 7       | Maeve Kyle        | 2:13,2 |       |
| 8       | Adile Dani        | 2:13,2 | NR    |

### Półfinały
Półfinał 1
| Miejsce | Zawodniczka      | Czas   | Uwagi |
| ------- | ---------------- | ------ | ----- |
| 1       | Vera Nikolić     | 2:04,2 | Q     |
| 2       | Antje Gleichfeld | 2:04,9 | Q     |
| 3       | Zsuzsa Szabó     | 2:05,2 | Q     |
| 4       | Wiera Muchanowa  | 2:05,5 | Q     |
| 5       | Ileana Silai     | 2;08,0 |       |
| 6       | Karin Kessler    | 2:08,0 |       |
| 7       | Pat Lowe         | 2:08,4 |       |
| –       | Regina Kleinau   | DQ     |       |

Półfinał 2
| Miejsce | Zawodniczka         | Czas   | Uwagi |
| ------- | ------------------- | ------ | ----- |
| 1       | Waltraud Pöhlitz    | 2:05,1 | Q     |
| 2       | Ałła Kriwoszczokowa | 2:05,1 | Q     |
| 3       | Ilja Laman          | 2:05,4 | Q     |
| 4       | Pam Piercy          | 2:05,5 | Q     |
| 5       | Sára Szenteleki     | 2:05,8 |       |
| 6       | Anita Wörner        | 2:05,9 |       |
| 7       | Tamara Babinczewa   | 2:06,3 |       |
| 8       | Paola Pigni         | 2:09,2 |       |

### Finał
| Miejsce | Zawodniczka         | Czas   | Uwagi |
| ------- | ------------------- | ------ | ----- |
| 1       | Vera Nikolić        | 2:02,8 | =CR   |
| 2       | Zsuzsa Szabó        | 2:03,1 | NR    |
| 3       | Antje Gleichfeld    | 2:03,7 | NR    |
| 4       | Pam Piercy          | 2:04,1 |       |
| 5       | Ałła Kriwoszczokowa | 2:04,2 |       |
| 6       | Wiera Muchanowa     | 2:04,8 |       |
| 7       | Ilja Laman          | 2:05,2 |       |
| 8       | Waltraud Pöhlitz    | 2:12,1 |       |